# گری نورث
گری کیلگور نورت (Gary Kilgore North) (۱۱ فوریه ۱۹۴۲–۲۴ فوریه ۲۰۲۲)، نویسنده آمریکایی، تاریخنگار اقتصادی پیروی مکتب اتریش و شخصیت پیشرو در جنبش بازسازی‌گرایی مسیحی بود. نورت در تألیف یا همکاری در تألیف بیش از پنجاه کتاب در زمینه‌هایی چون الهیات پروتستانی اصلاح یافته، اقتصاد و تاریخ نقش داشته‌است. او محقق دستیار در مؤسسه میزس بود.
او به دلیل حمایت از اقتصاد «لیبرتاریان رادیکال» و همچنین نظریه‌پردازی در دومینیونیسم و خدافرمانی شناخته می‌شد. وی از تأسیس و اعمال احکام دینی بر مبنای کتاب مقدس حمایت می‌کرد، دیدگاهی که او را با سایر لیبرتاریان‌ها درگیر ساخت. وی معتقد بود که اعدام مجازات مناسبی برای همجنسگرایی مذکر، زنای محصنه، کفرگویی، سقط جنین و افسونگری است.

## اوان زندگی و تحصیلات
نورت در هرن لیک، میسیسیپی بدنیا آمده و در جنوب کالیفرنیا رشد یافت. او فرزند مأمور مخصوص FBI، ساموئل دبلیو. نورت جونیور و همسرش پگی است. نورت در دبیرستان به مسیحیت گرایید و شروع به رفت و آمد در کتابفروشی‌های محافظه کار در ناحیه لس آنجلس طی سال‌های کالج خود نمود. بین ۱۹۶۱ تا ۱۹۶۳ میلادی، در حالی که دانشجوی کارشناسی در دانشگاه کالیفرنیا، ریورساید بود، با آثار ویلهلم رپکه، رز وایلدر لین، کورنلیوس وان تیل، اقتصاددانان مکتب اتریش چون اویگن بوم فون باورک، لودویگ فن میزس، فریدریش آوگوست فون هایک و موری راتبارد آشنا شد و همچنین به مطالعه آثار فیلسوفان کالوینیستی چون روساس رشتونی پرداخت. بعدها با دختر رشتونی ازدواج کرد و با رشتونی همکاری کرده و در قالب پست وبلاگی روی LewRockwell.com، از او مدح و ستایش کرد.

## حرفه
نورت از ۱۹۶۷ میلادی در ژورنال لیبرتاریانی به نام «The Freeman» مشارکت کرده و در آنجا برای اولین بار آثار لودویگ فن میزس و فریدریش آوگوست فون هایک را مطالعه نمود. در دهه ۱۹۷۰ میلادی، هدایتگر سمینارهای بنیاد آموزش اقتصادی (FEE) بود. نورت PhD خود را در تاریخ از دانشگاه کالیفرنیا، ریورساید در ۱۹۷۲ میلادی کسب نمود. تز او این عنوان را داشت: «مفهوم مالکیت در پوریتن نیو انگلند، ۱۶۳۰–۱۷۲۰».‏
او به عنوان دستیار تحقیقاتی برای عضو کنگره، ران پال جمهوری‌خواه لیبرتاریان، در دور اولش (۱۹۷۶) خدمت نمود. نورت به طورمرتب در وبسایت لو راکول مشارکت می‌کند که بایگانی گسترده‌آی از مقالاتش در آنجا موجود است. خود وبسایت نورت به نام Garynorth.com، در رابطه با مسائل مذهبی، اجتماعی و سیاسی پست منتشر می‌کند و جهت دسترسی به مشاوره در زمینه سرمایه‌گذاری و برخی مطالب دیگر نیازمند دسترسی پرمیوم پولی است. همچنین نورت وبلاگی با عنوان «Deliverance from Debt» را منتشر می‌کند که در زمینه رهایی از بدهی توصیه‌هایی ارائه می‌کند. یکی دیگر از وبسایت‌های نورت با عنوان «Free Christian Curriculum» به دنبال ارائه خدمات مجانی «مدرسه در منزل» مسیحی برای کودکان بین سنین ۳ تا ۱۲ سال است.

### برنامه درسی رون پاول
به علاوه، نورت برنامه درسی با عنوان «رون پاول» را که نوعی «مدرسه در منزل» است را به صورت آنلاین ارائه می‌کند. او این درسنامه را با همکاری ران پال، که عضو اسبق کنگره است ارائه می‌نماید. این درسنامه برای سطح K-5 مجانی بوده و برای سطوح ۶ تا ۱۲ پولی است. او به عنوان یکی از هدایتگران این برنامه، چهار هدف را برای این پروژه آموزشی در نظر گرفته‌است: ارائه «مطالعه مفصل» برای «تاریخچه آزادی»؛ تدریس «فهم جامعی از اقتصاد اتریشی»؛ خدمت به عنوان «مفاد آکادمیک مستحکمی که به منابع اولیه پیوند دارد»، نه این که به کتب درسی و نهایتاً تدریس «اصل کتاب مقدس در رابطه با خود-کنترلی و مسئولیت‌پذیری شخصی» که نورت به آن «بنیان اقتصاد بازار» می‌گوید.

### روش‌شناسی اقتصادی بر مبنای کتاب مقدس مسیحی
نورت نوشته‌است که «نقطه شروع تمام تحلیل‌های اقتصادی» بر پذیرش این که «خدا زمین را نفرین کرده‌است» پایه‌ریزی شده. این اصل در کتاب سفر پیدایش ۳:۱۷–۳:۱۹ قرار دارد، این مسئله «کمیابی را مبدل به حقیقت اجتناب ناپذیر وجود انسان کرده‌است». او در اثر خود در ۱۹۸۲ میلادی با عنوان «Dominion Covenant: Genesis»، می‌نویسد که اقتصاد جریان اصلی مدرن، چه لیبرتاریان، محافظه‌کار یا لیبرال، در وضعیت «از هم گسیختگی» قرار دارد، چرا که رهیافتش «انسانگرایانه» است و در پی آن این مسئله که «رستگاری کتاب مقدس» جهت ارائه یک نظریه اقتصادی معنادار ضروری است را رد می‌کند. همچنین او می‌نویسد که اقتصاد «باید با حکایت [کتاب مقدس] از نحوه خلقت» شروع شود، تا به فروپاشی در ورطهٔ «بی‌نظمی کامل» نیانجامد.

### نظم پیشنهادی سیاسی و اجتماعی «دین‌سالاری مسیحی»
مقاله‌ای به سال ۲۰۱۱ میلادی در «نیویورک تایمز»، نورت را به عنوان شخصیت محوری در بازسازی‌گرایی مسیحی شناسایی کرد. این فلسفه از نهاد «دین‌سالاری مسیحی تحت قانون عهد عتیق، به عنوان بهترین نوع حکومت و یکی از انواع رادیکال لیبرتاریان» حمایت می‌کند. نورت نوشته‌است که: «من یقیناً به دین‌سالاری کتاب مقدس باورمندم».
این مقاله همچنین نورت را اینگونه توصیف می‌کند: «از رقبای پیشرو در زمینه اقتصاد مسیحی، که اصول کتاب مقدس را در مسائل اقتصادی و بازار آزاد به کار می‌بندد». نورت از انحلال سامانه بانکداری ذخیره کسری و بازگشت به استاندارد طلا حمایت می‌کند. براساس «تایمز»، نورت معتقد است که کتاب مقدس تورم و برنامه‌های رفاهی را منع کرده و همچنین می‌نویسد که «خدا پول طلا را بر کاغذ ترجیح می‌دهد».

#### طیفی از مجازات‌ها از منظر او
نورت برای طیفی از مجرمان، مجازات اعدام را ترجیح می‌دهد، مجرمانی چون این موارد: قاتلین، کفرگویان، کودکانی که والدینشان را نفرین می‌کنند، همجنسگرایان مذکر و سایر افرادی که مرتکب برخی از جرایم ذکر شده در عهد عتیق می‌گردند (نورت معتقد است که مجازات اعدام دیگر شامل ناقضان روز تعطیلی سبط و برخی دیگر از جرایم نمی‌گردد). نورت بیان می‌دارد که وعظ کتاب مقدس در زمینه کشتن همجنسگرایان در سفر لاویان، «قانون و تحریم مناسب اخلاقی» خدا است و استدلال می‌کند که «خدا جداً از همجنسگرایان بیزار است» و «از این عمل [همجنسگرایی] و انجام دهندگانش متنفر است» و «از این گناه و مرتکبینش متنفر است».
نورت گفته‌است که مجازات اعدام باید به روش سنگسار انجام شود، چرا که از نظر کتاب مقدس این روش تأیید شده و به دلیل فراوانی و دسترسی راحت به سنگ ارزان‌تر است.

#### آزادی دینی
نورت گفته‌است که: «ما باید از دکترین آزادی ادیان استفاده کنیم تا استقلال مدارس مسیحی را بدست آوریم تا نسلی از افراد را بار آوریم که بدانند بی‌طرفی دینی، قانون بی‌طرفی، تحصیلات بی‌طرفی، دولت مدنی بی‌طرفی وجود ندارد. سپس آن‌ها در ساخت جامعه، سیاست و دین بر مبنای کتاب مقدس مشغول خواهند شد که در در آزادی ادیان دشمنان خدا را انکار می‌کند.»
«آدام سی. انگلیش» پیشنهاد می‌کند که نقل قول فوق چنین پیامدی دارد: «آزادی دینی ابزار مفیدی برای مسیحیت در زمانه کنونی است، اما با این وجود در نهایت هرکس را که مسیحی نیست را هنگام قدرت گرفتن منکوب می‌کند». «انگلیش» استدلال می‌کند که گرچه این مسئله ممکن است ظاهراً دچار تضاد منطقی باشد (یعنی حمایت از آزادی مذهبی اما تکذیب حقیقت این مفهوم)، اما نورت و همفکران بازسازی گرایش، «آزادی» را در معنای الهیاتی آن به کار می‌برند. براساس بازسازی‌گرایان، «هرکس خارج از دین مسیحیت باشد در بند و اسارت است» و بنابر این «حکومت الهی سرسختانه، سرکوبگر نیست بلکه آزادی‌بخش است».

### Y2K
همچنین نورت یکی از مروجان برجسته در زمینه پیش‌بینی‌های اغراق‌آمیز از شکست کامپیوتر در مشکل سال 2000 (Y2K)، طی اواخر دهه ۱۹۹۰ میلادی است. این مسئله موجب شد که لقب «گری ترسو» را به او دهند. وبسایت اصلی او پر از پیش‌بینی‌های افراط گرایانهٔ آسیب‌های Y2K است که شامل فروپاشی گسترده حکومت‌ها و مؤسسات اقتصادی است. نورت در صفحه اصلی وبسایتش اعلام می‌کند که Y2K «ممکن است بزرگترین مشکلی باشد که جهان مدرن تا کنون با آن مواجه شده‌است» و سال ۲۰۰۰ میلادی را به عنوان «سالی که زمین متوقف می‌شود» برچسب گذاری می‍کند.
منتقدان گفته‌اند که این جنبش برای پیش‌بینی‌های نورت مرتبط با اهداف بازسازیگرایانه مسیحی او است که نیازمند فروپاشی اجتماعی گسترده‌ای جهت صحنه آراییی نظم نوین خداسالارانه است. نورت این پیوند را در ارتباطاتش با بازسازی‌گرایان هویدا می‌کند: «بحران Y2K نظام مند است. این بحران ممکن نیست حل شود. به نظرم در نهایت هر نوع حکومت ملی را در غرب نابود می‌کند. نه این که فقط تغییرشان دهد - بلکه نابودشان می‌کند…. این چیزیست که من در تمام سال‌های بزرگسالی‌ام آن را می‌خواسته‌ام. از دید من، Y2K رستگاری ماست».